# Арресифес (река)
Арреси́фес (исп. Río Arrecifes) — река в Аргентине, правый приток реки Парана. Длина реки — около 70 километров. Площадь водосбора составляет 10890 км² (по другим данным — 10336 км²).
Река начинается при слиянии рек Пергамино и Сальто в районе города Арресифес в одноимённом муниципалитете провинции Буэнос-Айрес. Течёт по дуге, сначала на восток, затем на северо-восток. Впадает в Парану в районе города Барадеро в одноимённом муниципалитете.
Основные притоки — Ла-Луна, Гомес, Кауане (правые), Арройо-де-Бургос (левый).

## Климат
Бассейн реки относится к умеренному климатическому поясу. Среднегодовая температура составляет 15 °C, изменяясь от 10 °C зимой до 20 °C летом. Среднегодовое количество осадков изменяется в пределах от 600 мм до 1000 мм. Природные ландшафты представлены влажной пампой.

## Флора и фауна
В реке обнаружено 42 вида водорослей, в её притоках — 77. Численно преобладают Althernantera philoxeroides, Ceratophyllum demersum, Hydrocotyle ranunculoides, Potamogeton striatus и виды рода Ludwigia. Также исследования показали высокое разнообразие олигохет — 24 вида.

## Сельское хозяйство
Бассейн реки относится к одной из самых продуктивных для животноводства областей Аргентины.